# Sexualité de William Shakespeare

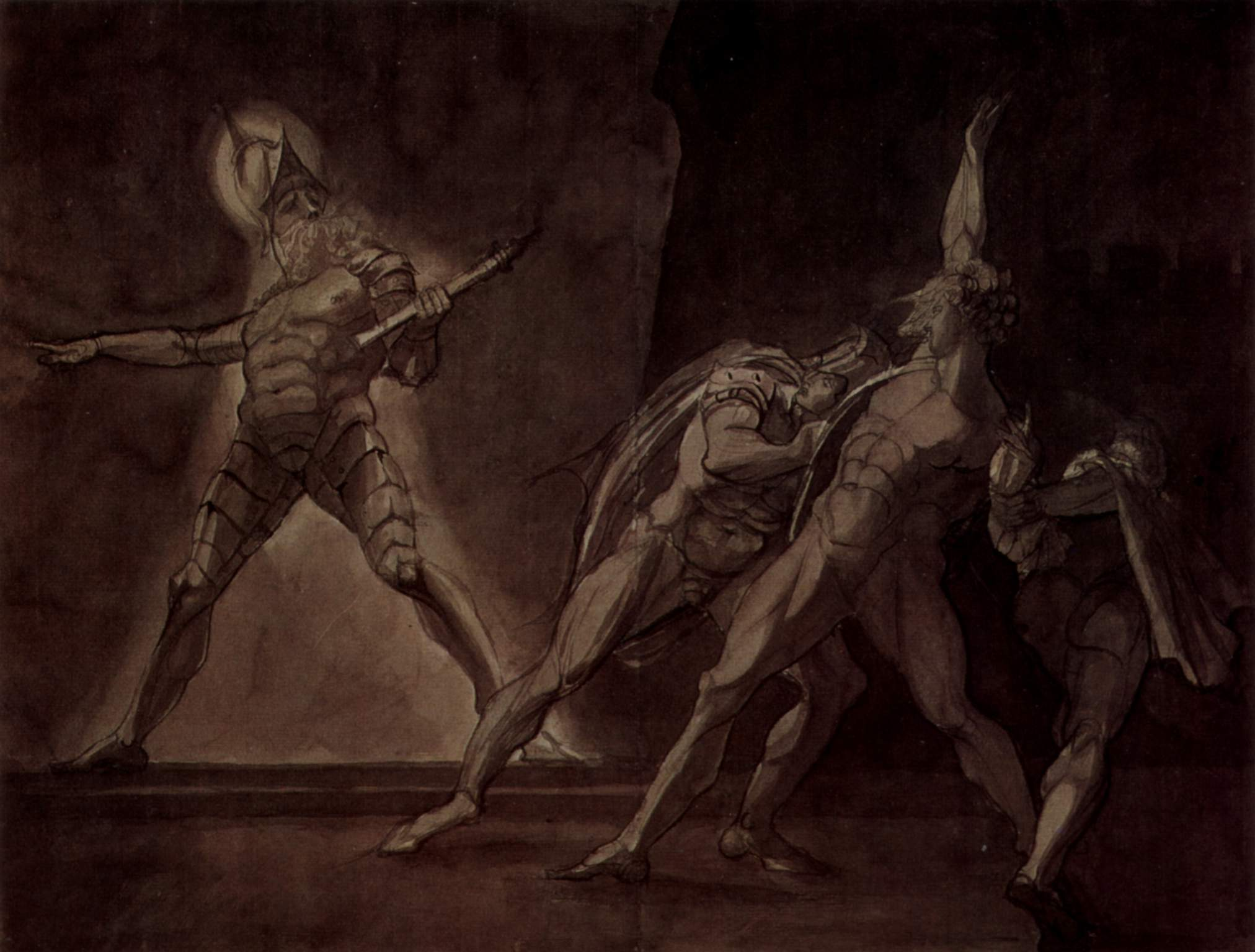
Hamlet, Horatio, Marcellus et le fantôme du père mort par Johann Heinrich Füssli.

La question de la sexualité de William Shakespeare a souvent été soulevée par le contenu des œuvres qui lui sont attribuées. Son éventuelle bisexualité a scandalisé à une certaine époque la critique internationale, en égard à son statut d’icône universelle.

## Les sonnets en question

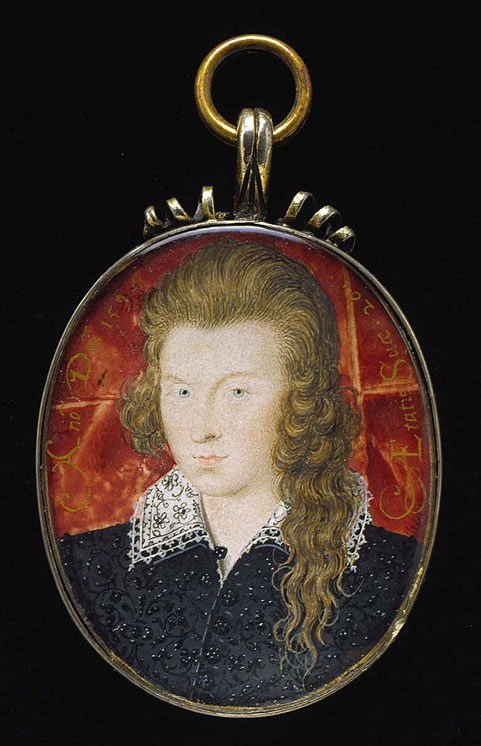
Portrait d'Henry Wriothesley, possible destinataire des sonnets adressés au « fair lord ».

La collection de sonnets shakespeariens surtout, et certains thèmes récurrents dans ses pièces, restent les principales raisons suggérant la bisexualité du poète. Les poèmes furent publiés pour la première fois en 1609, peut-être sans son assentiment. Cent vingt-six d’entre eux sont des poèmes d’amour à l’intention d’un jeune homme (connu comme le « fair lord » — le beau seigneur), et vingt-six d’entre eux sont dédiés à une femme mariée (connue comme « the dark lady » — la dame sombre). Il apparaît que cette édition ne rencontra pas un succès exceptionnel et qu’elle déplut à son lectorat. 
Le contenu qui pouvait être interprété comme homosexuel semble avoir dérangé au moins un éditeur du XVIIe siècle. En 1640, John Benson publia une autre édition en transposant tous les pronoms du masculin au féminin, pour faire croire aux lecteurs que la grande majorité des poèmes étaient adressés à la « dark lady ». Cette édition fut produite en masse et devint bientôt le texte de référence. Il fallut attendre 1780 pour qu’Edmund Malone ne republiât les sonnets dans leur forme originale.
Par conséquent, de nombreux passages des sonnets permettent une interprétation d’un émetteur homo- ou bisexuel. Dans le sonnet 13, le poète s’adresse au jeune homme en lui disant « mon cher amour » et annonce, dans le sonnet 15, qu’il mène « une guerre contre le Temps par amour pour toi ». Dans le sonnet 18, il s’enquiert : « Dois-je te comparer à nos journées d’été ? Tu dépasses leur charme et ta chaleur est douce », suivi du Sonnet 20 où il s’adresse à lui en tant que « maître-maîtresse » (« the master mistress of my passion »). Les critiques butent donc contre une simple question : les sonnets sont-ils réellement autobiographiques ? Doit-on les interpréter littéralement, et considérer que c’est véritablement Shakespeare qui est l’émetteur ? Dans l’édition qui retraçait toutes les variations enregistrées (La Variorum Edition de 1944), l’appendice dédié aux sonnets retraçait les critiques contradictoires d’une quarantaine de commentateurs...
La controverse commença véritablement en 1780 avec George Steevens, qui s’attarda sur le sonnet 20 pour remarquer : « Il est impossible de lire ce panégyrique dégoulinant de flatteries, adressé à un jeune homme, sans un mélange de dégoût et d’indignation. »
D’autres critiques anglais, effrayés à l’idée que leur héros national fût un vulgaire sodomite, soutinrent le commentaire de Samuel Taylor Coleridge qui, autour de 1800, proclamait que l’amour de Shakespeare était « pur » et que ses sonnets ne pouvaient faire « en aucun cas allusion au plus méprisable des vices ». Les critiques du continent s’engouffrèrent dans la polémique. En 1834, un commentateur français remarqua : « Il plutôt qu'elle ?... Est-ce possible ? Est-ce que les sonnets pourraient être adressés à un homme ? Shakespeare ! Toi, le grand Shakespeare ? Te serais-tu inspiré de l’exemple de Virgile ? »
Les opposants à la bisexualité de Shakespeare expliquent généralement que ces passages ne témoignent que d’une intense amitié virile, plutôt qu’un amour motivé par le stupre. Douglas Bush, dans la préface d’une édition Pélican de 1961, écrit : « Les lecteurs modernes sont souvent déconcertés par l’ardeur de l’amitié masculine et sont facilement enclins à interpréter ces signes comme preuves d’un amour homosexuel... Nous devons nous rappeler que cet idéal [l’amitié virile], souvent exalté comme supérieur à l’amour hétérosexuel, pouvait exister dans la vie réelle de Montaigne à Sir Thomas Browne, et reste manifeste dans la littérature de la Renaissance ». Bush cite Montaigne pour démontrer la valeur platonique d’une telle amitié, mais répète que cette amitié est encore différente de « l’amour hellène, à caractère parfois licencieux ». 
Malgré tout, cet argument ne convainc pas tous les spécialistes. C. S. Lewis estime que les sonnets sont trop « amoureusement connotés pour définir une amitié virile ordinaire ». Shakespeare évoque souvent un amour qui le retient éveillé, tenaillé par une jalouse angoisse. De plus, le poète s’attarde avec insistance sur la beauté physique du jeune homme. Dans le sonnet 20, Shakespeare suggère que le jeune homme était d’abord une femme dont Mère Nature était tombée amoureuse. Pour résoudre son dilemme lesbien, elle lui donna un pénis, apparemment « inutile pour le dessein » de Shakespeare. Plus loin dans le même sonnet, il permet à l’adolescent de coucher avec des femmes, mais de n’aimer que lui : « Mon bijou sera ton amour, et tes bijoux seront leur butin ». Beaucoup interprètent ces lignes comme une profession de chasteté homosexuelle tout en confessant une excitation pour les jeunes gens.

## Les pièces en question
On peut trouver dans les œuvres théâtrales d’autres arguments pour alimenter la controverse. Dans Le Marchand de Venise, par exemple, le duo Bassanio-Antonio représenterait, pour certains, une relation pédérastique : Antonio serait dans la position du mentor aidant son amant à accéder au stade adulte, en lui procurant une épouse ; ce qui pourrait expliquer le désespoir mystérieux d’Antonio dans la première scène. Cependant, une telle théorie ne résiste pas à une lecture attentive du texte : Antonio affirme clairement à ses amis que l’amour n’est pas la raison de sa tristesse, et l’explication la plus plausible de son état émotionnel reste de lui attribuer une mélancolie persistante, à la manière d’Hamlet.
Dans le même ordre d’idée, plusieurs pièces comme La Nuit des rois ou Le Marchand de Venise contiennent des situations comiques dans lesquelles une femme se déguise en homme, un procédé jouant sur le fait qu’à l’époque élisabéthaine, les rôles de femmes étaient incarnés par des comédiens masculins, adultes ou enfants. Comme Isaac Asimov le note dans son Guide sur Shakespeare, cela permettait aux acteurs mâles incarnant des rôles de femmes déguisées en hommes de se laisser courtiser par les autres acteurs masculins.
Mais Shakespeare se permettait également d’ironiser sur les relations homosexuelles : dans la tragédie Hamlet, le prince danois, après un long discours mélancolique de retrouvailles avec ses amis Rosencrantz et Guildenstern, déclare : « Les hommes ne m’attirent pas vraiment, ni les femmes d’ailleurs, même si vos sourires prétendent le contraire ». Ici, Shakespeare pourrait jouer ici sur la polysémie du mot « Homme » (man), qui peut représenter soit l’ensemble de l’humanité (sens qu’utilise Hamlet) soit l’ensemble des mâles humains (le sens sur lequel jouent les deux étudiants).